# Агафий Миринейский
Агафий Миринейский (лат. Agathias Scholasticus, ср.-греч. Ἀγαθίας ὁ Σχολαστικός; 536—582) — восточноримский поэт и ранний историк, часто называемый также Схоластиком (ср.-греч. σχολαστικός — адвокат) в связи с его профессиональной деятельностью.

## Биография
Родился в Миринах — Малоазийской области Эолиды, сын ритора Мемнония. Позже семья переселилась в Константинополь. Первоначальное образование получил в Александрии, потом в Константинополе, где посвятил себя юридической карьере. Кроме адвокатской деятельности, посвящал свои досуги работам по литературе и поэзии, преимущественно эротической, издав их в сборнике «Лавровые книги» (греч. Δαφνιακοὴ βίβλοι), известные по 101 эпиграмме, сохранившимся в составе Палатинской антологии (лат. Anthologia Palatina). Кроме того, собрал под заглавием «Круг» (греч. Κύκλος) стихотворения современных ему поэтов со включением своих; от этого собрания осталось только предисловие. Агафий считается мастером эпиграммы — жанра, возродившегося в эпоху Юстиниана и, в силу своей лапидарности, требующего особого поэтического мастерства.
После тридцати лет Агафий от поэзии обратился к жанру хроники, написав труд «О царствовании Юстиниана» в пяти книгах, продолжающий исторические работы Прокопия Кесарийского. В предисловии к своему сочинению Агафий описывает побудившие его к написанию хроники мотивы:
С детства я больше всего увлекался героическим ритмом и весьма упивался сладостью поэтических тонкостей. …Мною были написаны многие произведения не ради пользы, а ради удовольствия.
…в мое время повсеместно и неожиданно вспыхнули великие войны, совершились переселения многих варварских народов, [наблюдались] неожиданные исходы тайных и невероятных событий, беспорядочные капризы судьбы, гибель народов, порабощение городов, переселение жителей, и как будто весь род человеческий пришёл в движение. … Поэтому показалось мне небесполезным попытаться описать их каким-нибудь образом, чтобы не вся моя жизнь прошла в занятиях баснями и бесполезными забавами, но принесла кое-что и необходимо нужное.
Исторический труд Агафия написан под сильным влиянием Прокопия Кесарийского, однако если Прокопий заботится прежде всего о строгости и достоверности деталей повествования, то Агафий большее внимание уделяет стилю и философским отступлениям. Сочинение Агафия охватывает период времени с 552 по 558 годы, содержит описания войн с готами, вандалами, франками и гуннами, а также персидских войн и является ценным источником информации по истории, религии и этнографии современного ему периода. Как и многие другие историки, Агафий обвиняет в пристрастности своих предшественников и заявляет, что сам он не намерен «насиловать историю и прикрашивать случившееся». Так, сочинение Агафия содержит сведения о декрете Юстиниана о закрытии Платоновой (точнее, неоплатонической) Академии в Афинах в 529 г. — эта дата во многих работах считается событием, завершающим период античности и знаменующим начало средневековья.

## Переводы
- Агафий Миринейский. О царствовании Юстиниана / Пер., ст. и примеч. М. В. Левченко. — М.; Л.: Изд-во АН СССР, 1953. — 221 с. — 3000 экз.
  - О царствовании Юстиниана / Пер. с лат. М. В. Левченко. — М.: Арктос, 1996. — 256 с. — (Памятники мировой истории и культуры). — 3000 экз. — ISBN 5-85551-141-3.
- Эпиграммы // Памятники византийской литературы IV—IX веков: Сборник переводов / Отв. ред. Л. А. Фрейберг; АН СССР. Ин-т мировой литературы им. А. М. Горького. — М.: Наука, 1968. — С. 166—177.